# Monte Qajarsuup

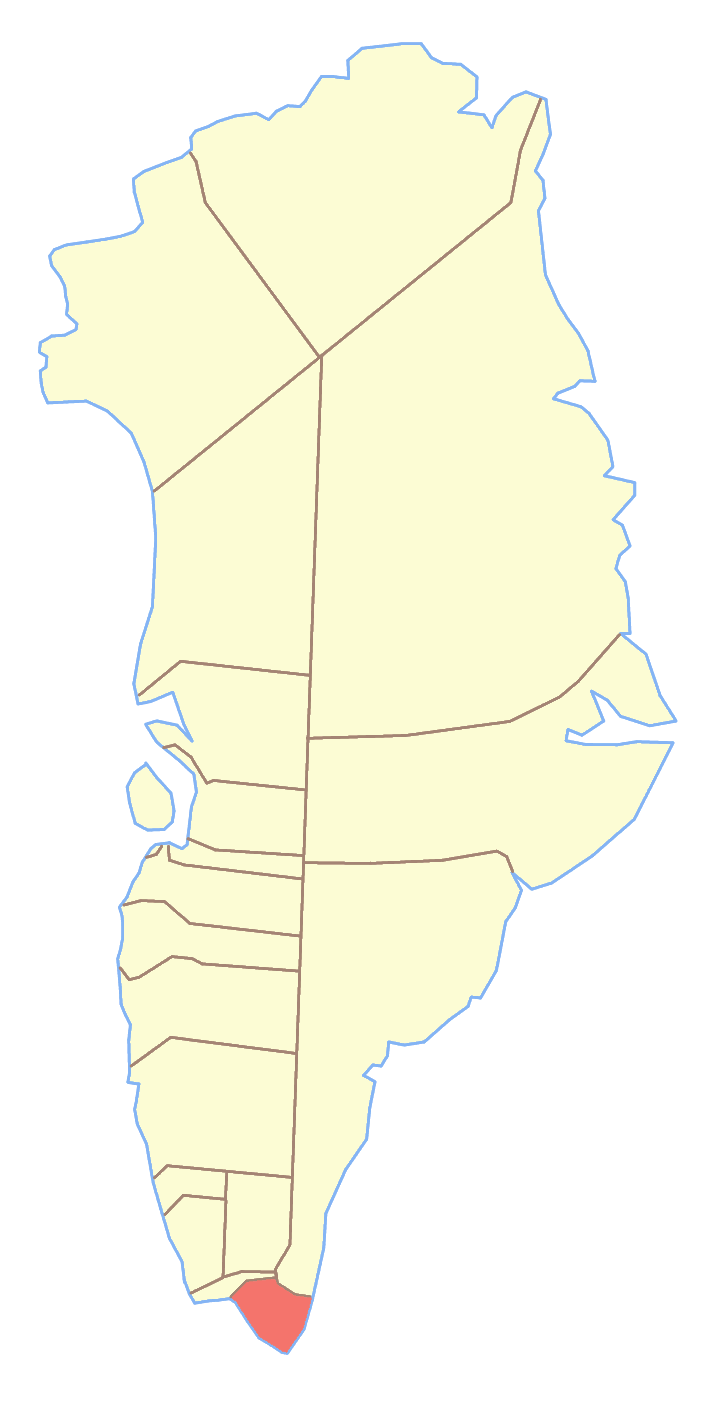
Ex comune di Nanortalik, dove si trovava il Monte Qajarsuup

Il monte Qajarsuup (groenlandese: Qajarsuup Qaqqaa) è una montagna della Groenlandia di 1229 m. Si trova a 60°29'N 44°53'O; appartiene al comune di Kujalleq.